# Gautier I de Vexin
Gautier (Walthar) I de Vexin, nacido hacia 920 o 925, muerto después de 992, fue conde de Vexin, de Amiens y de Valois.
Su filiación no se conoce con certeza: durante mucho tiempo se consideró que era hijo de Raúl II de Gouy, conde de Vexin, de Amiens y de Valois, y de Lietgarda, pero los estudios ulteriores han demostrado que Lietgarda falleció sin hijos, y actualmente se admite que era más bien hermano de Raúl II, es decir, el segundo hijo de Raúl I de Vexin y de Hildegarda de Amiens. También se le da por padre a Waleran de Crépy, pero se trata probablemente de una confusión con Waleran I de Meulan y de Mantes, segundo marido de Lietgarda, que aparece presentado equívocamente como el regente de los tres condados entre la muerte de Raúl II y la mayoría de edad de Gautier.
Debió ser bastante joven en el momento del fallecimiento de su hermano, muerto en una batalla, y no pudo reunificar los tres condados (Amiens, Vexin y Valois), hasta el año 965. Mantuvo buenas relaciones con el arzobispo de Ruan, Hugo II, de cuya diócesis dependía Vexin. Por otra parte, Enrique, un pariente de Gautier, se casó con la hermana de Hugo. En el año 991 falleció su cuñada Lietgarda, que poseía los condados de Mantes y Meulan en viudedad o usufructo. Gautier recuperó Mantes, mientras que Meulan fue heredado por Waleran II.
Se casó en primeras nupcias con una Eva, de la cual no se sabe gran cosa. Quizás se trate de Eva, hija de Landry, conde de Dreux. Después, en segundas nupcias, se casó (hacia el año 950) con Adela, probablemente hija de Fulco II de Anjou y de Gerberga. De este segundo matrimonio tuvo:
- Gautier II el Blanco, conde de Amiens, de Valois y de Vexin.
- Guiu († 995), obispo de Soissons
- Raúl.
- Godofredo, que podría ser el mismo personaje que Godofredo I († 992/7), conde del Gâtinais.
- Fulco.